# Johann Heinrich Schulze
Johann Heinrich Schulze, nemški znanstvenik (polimat) in univerzitetni učitelj, * 12. maj 1687, Colbitz, † 10. oktober 1744.
Po študiju medicine, kemije, filozofije in teologije je postal profesor anatomije (in drugih znanosti) na Univerzi v Altdorfu in v Halleju.
Njegova raziskovanja na področju srebrovih soli so pripomogle k razvoju fotografije.